# Linia kolejowa nr 804
Linia kolejowa nr 804 – magistralna, jednotorowa, zelektryfikowana linia kolejowa o znaczeniu państwowym, łącząca posterunek odgałęźny Poznań Antoninek z posterunkiem odgałęźnym Nowa Wieś Poznańska. Linia stanowi łącznicę między linią kolejową Warszawa Zachodnia – Kunowice a linią kolejową Swarzędz – Poznań Starołęka.